# مالین لوندگرن
مالین لوندگرن (انگلیسی: Malin Lundgren؛ زادهٔ ۹ مارس ۱۹۶۷) بازیکن فوتبال اهل سوئد است.
از باشگاه‌هایی که در آن بازی کرده‌است می‌توان به باشگاه فوتبال مالمو اشاره کرد.
وی همچنین در تیم ملی فوتبال زنان سوئد بازی کرده‌است.